# Piotr Oleś
Piotr Krzysztof Oleś (ur. 14 maja 1955 w Krakowie) – polski psycholog osobowości, profesor nauk humanistycznych.

## Życiorys
Absolwent I Liceum Ogólnokształcącego im. Bartłomieja Nowodworskiego w Krakowie (1974). W 1979 ukończył studia na Katolickim Uniwersytecie Lubelskim; jego praca magisterska dotyczyła systemu wartości u neurotyków. Doktoryzował się tamże w 1987 na podstawie dysertacji pt. Psychologiczna analiza zależności między wartościowaniem a cechami osobowości. Stopień doktora habilitowanego uzyskał w 1996 na Wydziale Nauk Społecznych KUL w oparciu o rozprawę Kryzys „połowy życia” u mężczyzn. Psychologiczne badania empiryczne. Tytuł naukowy profesora otrzymał 20 maja 2005.
W 1979 podjął pracę na Katolickim Uniwersytecie Lubelskim. W latach 1997–2004 kierował Katedrą Psychologii Klinicznej i Osobowości, w 2004 został kierownikiem Katedry Psychologii Osobowości. Od 1999 do 2002 był również prodziekanem Wydziału Nauk Społecznych KUL, funkcję tę objął ponownie w lutym 2005. W tym samym roku związał się nadto ze Szkołą Wyższą Psychologii Społecznej w Warszawie, gdzie w 2011 został kierownikiem Katedry Diagnozy Psychologicznej.
W 2006 objął funkcję redaktora naczelnego „Roczników Psychologicznych”. W 2011 został przewodniczącym Komitetu Psychologii PAN.

## Życie prywatne
Jego żoną była prof. Maria Oleś, psycholog i wykładowczyni akademicka na KUL, zmarła w 2017 roku. Mają troje dzieci.

## Odznaczenia
- Srebrny Krzyż Zasługi (2007)[4]

## Wybrane publikacje
- Wartościowanie a osobowość. Psychologiczne badania empiryczne, Lublin 1989.
- Kryzys „połowy życia” u mężczyzn. Psychologiczne badania empiryczne, Lublin 1995.
- Wprowadzenie do psychologii osobowości, wyd. 3, Warszawa 2009.
- Psychologia człowieka dorosłego. Ciągłość – zmiana – integracja, Warszawa 2011.
- Psychologia przełomu połowy życia, wyd. 2., poszerz. i zm., Lublin 2013.